# Copa Panamericana de Hockey sobre césped femenino de 2009
La Copa Panamericana de Hockey sobre césped femenina de 2009 se celebró en Hamilton (Bermudas) entre el 7 y el 15 de febrero de 2009. El campeón del torneo obtuvo una plaza al campeonato mundial y los equipos que finalizaron entre el segundo y sexto puesto aseguraron su lugar en uno de los tres repechajes.

## Formato de competición
Los ocho equipos se dividieron en dos grupos  y disputaron un sistema de todos contra todos. Los dos mejores de cada grupo clasificaron a las Semifinales y los 2 peores se enfrentaron por el 5°, 6° y 7° puesto. Los ganadores de las semifinales clasificaron a la final, y los perdedores al partido por el 3° lugar.

## Grupos
| Grupo A           | Grupo B        |
| ----------------- | -------------- |
| Argentina         | Estados Unidos |
| Trinidad y Tobago | Chile          |
| Canadá            | México         |
| Bermudas          | Jamaica        |

## Primera fase

### Grupo A
| Equipo            | J | G | E | P | GF | GC | DG  | PTS |
| ----------------- | - | - | - | - | -- | -- | --- | --- |
| Argentina         | 3 | 3 | 0 | 0 | 36 | 1  | +35 | 9   |
| Trinidad y Tobago | 3 | 2 | 0 | 1 | 11 | 9  | +2  | 6   |
| Canadá            | 3 | 1 | 0 | 2 | 12 | 7  | +5  | 3   |
| Bermudas          | 3 | 0 | 0 | 3 | 0  | 42 | -42 | 0   |

- Resultados

| Fecha | Hora¹ | Partido           | Partido | Partido           | Resultado |
| ----- | ----- | ----------------- | ------- | ----------------- | --------- |
| 07.02 | 14:00 | Argentina         | -       | Trinidad y Tobago | 7-1       |
| 07.02 | 16:00 | Canadá            | -       | Bermudas          | 10-0      |
| 08.02 | 14:30 | Trinidad y Tobago | -       | Bermudas          | 7-0       |
| 08.02 | 20:00 | Argentina         | -       | Canadá            | 4-0       |
| 11.02 | 16:00 | Trinidad y Tobago | -       | Canadá            | 3-2       |
| 11.02 | 18:00 | Argentina         | -       | Bermudas          | 25-0      |

### Grupo B
| Equipo         | J | G | E | P | GF | GC | DG  | PTS |
| -------------- | - | - | - | - | -- | -- | --- | --- |
| Estados Unidos | 3 | 3 | 0 | 0 | 18 | 0  | +18 | 9   |
| Chile          | 3 | 2 | 0 | 1 | 8  | 3  | +5  | 6   |
| México         | 3 | 1 | 0 | 2 | 5  | 13 | -8  | 3   |
| Jamaica        | 3 | 0 | 0 | 3 | 1  | 16 | -15 | 0   |

- Resultados

| Fecha | Hora¹ | Partido        | Partido | Partido | Resultado |
| ----- | ----- | -------------- | ------- | ------- | --------- |
| 07.02 | 09:30 | Estados Unidos | -       | Jamaica | 10-0      |
| 07.02 | 11:30 | Chile          | -       | México  | 6-1       |
| 08.02 | 10:30 | Jamaica        | -       | México  | 1-4       |
| 08.02 | 12:30 | Estados Unidos | -       | Chile   | 2-0       |
| 10.02 | 16:00 | Jamaica        | -       | Chile   | 0-2       |
| 10.02 | 18:00 | Estados Unidos | -       | México  | 6-0       |

### 5 al 8 Puesto
| Fecha | Hora¹ | Partido  | Partido | Partido | Resultado |
| ----- | ----- | -------- | ------- | ------- | --------- |
| 13.02 | 15:30 | Canadá   | -       | Jamaica | 1-0       |
| 13.02 | 18:00 | Bermudas | -       | México  | 0-5       |

### 7 Puesto
| Fecha | Hora¹ | Partido | Partido | Partido  | Resultado |
| ----- | ----- | ------- | ------- | -------- | --------- |
| 15.02 | 09:00 | Jamaica | -       | Bermudas | 2-0       |

### 5 Puesto
| Fecha | Hora¹ | Partido | Partido | Partido | Resultado |
| ----- | ----- | ------- | ------- | ------- | --------- |
| 15.02 | 11:30 | Canadá  | -       | México  | 10-1      |

## Segunda fase

### Semifinales
| Fecha | Hora¹ | Partido           | Partido | Partido        | Resultado |
| ----- | ----- | ----------------- | ------- | -------------- | --------- |
| 14.02 | 12:00 | Argentina         | -       | Chile          | 1-0       |
| 14.02 | 14:30 | Trinidad y Tobago | -       | Estados Unidos | 0-7       |

### 3 Puesto
| Fecha | Hora¹ | Partido | Partido | Partido           | Resultado |
| ----- | ----- | ------- | ------- | ----------------- | --------- |
| 15.02 | 14:00 | Chile   | -       | Trinidad y Tobago | 2-1       |

### Final
| Fecha | Hora¹ | Partido   | Partido | Partido        | Resultado    |
| ----- | ----- | --------- | ------- | -------------- | ------------ |
| 15.02 | 16:30 | Argentina | -       | Estados Unidos | 2-2 (7-6 PS) |

| Campeón de la Copa Panamericana 2009 |
| ------------------------------------ |
| Argentina Tercer Título              |

### Clasificación general
1. Argentina
2. Estados Unidos
3. Chile
4. Trinidad y Tobago
5. Canadá
6. México
7. Jamaica
8. Bermudas

## Clasificados al Mundial 2010
| Bandera de Argentina |
| Argentina            |
| -------------------- |